# Arnold Ehrlich
Arnold Ehrlich (ur. ok. 1860 we Lwowie, zm. 1935 tamże) – polski adwokat, działacz społeczny i samorządowy.

## Życiorys
Studia prawnicze ukończył na Uniwersytecie Lwowskim z dyplomem doktora praw. Osiedlił się w Skałacie, gdzie otworzył kancelarię adwokacką. Poza pracą zawodową udzielał się w samorządzie, był wieloletnim członkiem Rady Powiatowej w Skałacie (delegowanym przez gminy miejskie), naczelnikiem gminy, burmistrzem Skałata. Był też aktywny w organizacjach społecznych.
Żonaty był z Florą z Bernsteinów, z którą miał syna Ludwika (1889–1968), specjalistę prawa międzynarodowego, profesora Uniwersytetu Lwowskiego i Uniwersytetu Jagiellońskiego. Jego wnuczką była Emilia Ehrlich (1924–2006), siostra urszulanka zamieszkała w Rzymie, biblistka współpracująca z papieżem Janem Pawłem II. Arnold Ehrlich zmarł w 1935 we Lwowie i tam został pochowany.